# 波哈爾 (利維夫州)
48°56′16″N 23°15′43″E / 48.93778°N 23.26194°E
波哈爾（烏克蘭語：Погар），是烏克蘭的村庄，位於該國西部利沃夫州，由斯特雷區科焦瓦市鎮負責管轄，處於奧里亞瓦河畔，始建於1578年，面積2.1平方公里，海拔高度719米，2001年人口407。